# 保罗·休斯顿
保罗·F·休斯顿（英語：Paul F. Huston，1925年6月2日—1992年2月2日），美国BAA联盟职业篮球运动员。他在1947年的NBA选秀中第1轮第8顺位被芝加哥牡鹿选中。